# Plantas alimentícias não convencionais
Plantes alimentaires non conventionnelles

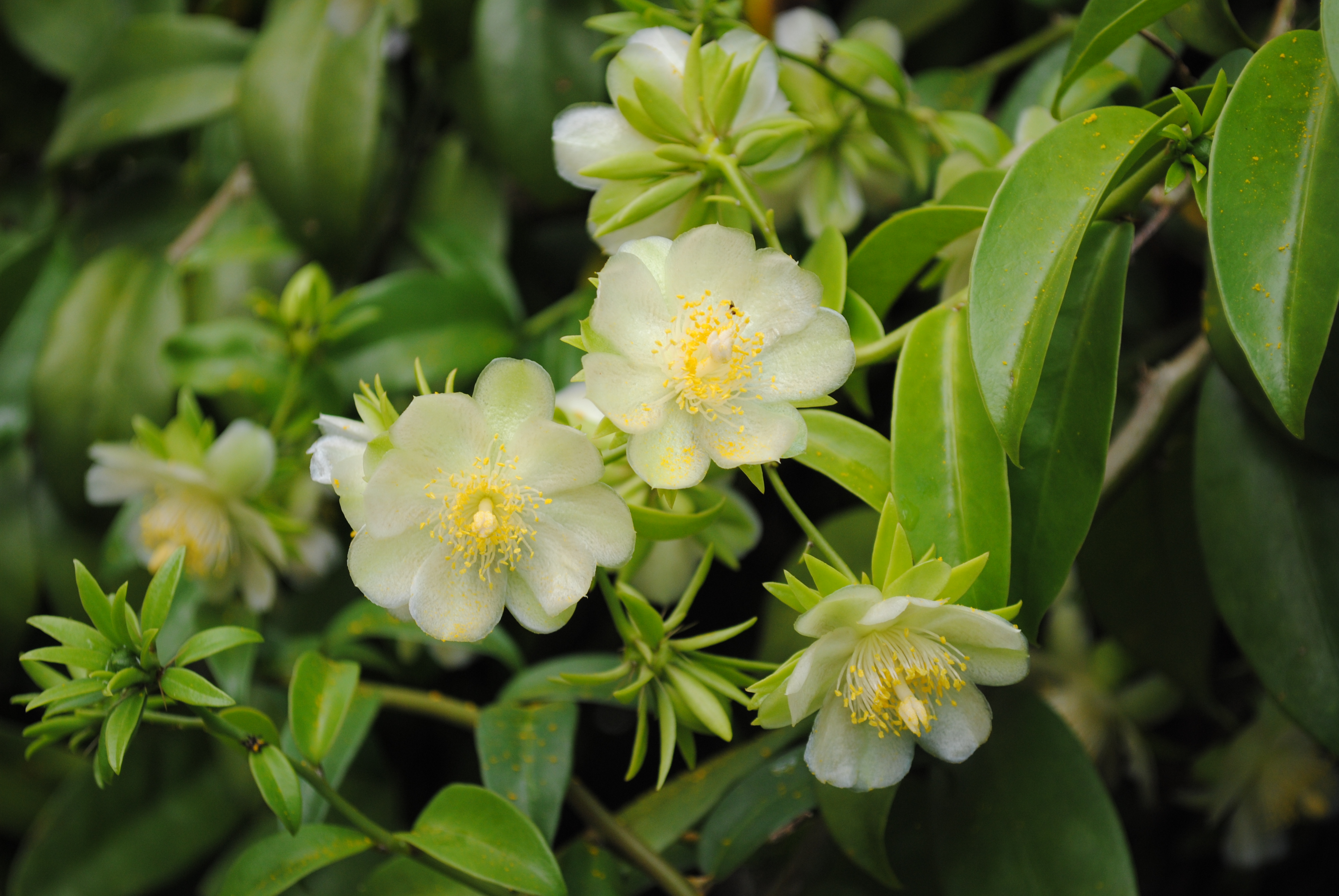
Photo d'une Ora-pro-nobis, une plante alimentaire non conventionnelle (PANC)

Au Brésil, les Plantas alimentícias não convencionais (PANC, plantes alimentaires non conventionnelles) sont des plantes comestibles à potentiel alimentaire et à développement spontané, mais qui ne sont pas consommées à grande échelle ou ne sont utilisées que dans des régions déterminées. Un exemple est Victoria amazonica, le nénuphar géant, plante aquatique qui produit un fruit comestible mais que peu de gens connaissent. Les parties généralement non consommées de plantes communes, telles que les feuilles de la  patate douce et le cœur de bananier peuvent également être considérées comme des PANC. L'acronyme PANC désigne aussi le mouvement  brésilien, universitaire et populaire, qui s'efforce de promouvoir la propagation et la recherche des plantes comestibles non conventionnelles.

## Histoire
En raison des progrès de l'agriculture moderne et des changements des usages culinaires, certaines plantes couramment cultivées ou recherchées auparavant ne sont plus guère utilisées. La plupart des PANC sont des espèces indigènes qui résistent aux ravageurs, nécessitent peu de soins et peuvent être cultivées dans des endroits non conventionnels, tels que les bords de routes ou les terrains vagues.
Le terme PANC a été forgé par Valdely Kinupp, professeur, chercheur et botaniste, dans sa thèse de doctorat à l'Université fédérale du Rio Grande do Sul. L'application de ce terme est variable et une plante largement consommée au Brésil peut être considérée comme un PANC dans un autre pays, et vice versa. Cette différence d'acception peut exister aussi au niveau régional.
En 2010, le Ministère brésilien de l'Agriculture (pt) a publié le Manual de hortaliças não convencionais (Manuel des légumes non conventionnels). Ce livre traite de 23 espèces végétales dont certains organes sont comestibles et facilite l'utilisation et l'identification des PANC.

## Exemples
- Basella alba (épinard de Malabar) : peut être consommé cuit, sauté, ou cru[4].
- Maranta arundinacea (arrow-root) : a des tiges rhizomateuses dont on peut extraire de l'amidon[3].
- Tropaeolum majus (grande capucine) : toutes les parties aériennes sont comestibles, y compris les graines[3],[4].